# Capra cylindricornis
El tur del Cáucaso oriental (Capra cylindricornis) es un miembro asiático del género Capra en peligro de extinción. Sólo se encuentra en unas pocas zonas montañosas de Azerbaiyán, Georgia y Rusia.
Es la mayor de las cabras monteses. Tiene una talla promedio de 1,50 m de longitud y 90 cm de alzada, en verano sube a la zona de nieves perpetuas. Por muchos de sus caracteres se asemeja a la cabra montes española. Forma grupos muy numerosos. Los cuernos forman un ángulo obtuso, con la parte delantera redondeada, sin protuberancias transversales apreciables, y están arqueados hacia atrás y vueltos en una espira. En la zona de contacto de las subespecies; (Capra cylindricornis) y (Capra caucásica) vive una población mixta.